# 321 (szám)
A 321 (római számmal: CCCXXI) egy természetes szám, félprím, a 3 és a 107 szorzata.

## A szám a matematikában
A tízes számrendszerbeli 321-es a kettes számrendszerben 101000001, a nyolcas számrendszerben 501, a tizenhatos számrendszerben 141 alakban írható fel.
A 321 páratlan szám, összetett szám, azon belül félprím, kanonikus alakban a 31 · 1071 szorzattal, normálalakban a 3,21 · 102 szorzattal írható fel. Négy osztója van a természetes számok halmazán, ezek növekvő sorrendben: 1, 3, 107 és 321.
Huszonháromszögszám.
A 321 négyzete 103 041, köbe 33 076 161, négyzetgyöke 17,91647, köbgyöke 6,84702, reciproka 0,0031153. A 321 egység sugarú kör kerülete 2016,90248 egység, területe 323 712,84862 területegység; a 321 egység sugarú gömb térfogata 138 549 099,2 térfogategység.